# Qui veut gagner des millions ?
Qui veut gagner des millions? (tạm dịch: Ai muốn thắng tiền triệu?) là phiên bản tiếng Pháp của Who Wants to Be a Millionaire? (Ai muốn trở thành triệu phú?) có nguồn gốc ở Anh trên Đài truyền hình ITV, và phát sóng lần đầu vào ngày 3 tháng 7 năm 2000. Mục đích của trò chơi là giành được giải thưởng cao nhất là 1.000.000 € (trước đây là 3 & 4.000.000 ₣ trước khi Pháp chấp nhận đồng euro) bằng cách trả lời chính xác 15 câu hỏi trắc nghiệm (từ 2010 - 2016 và số ngày 19/01/2019 là 12 câu hỏi). Chương trình được phát sóng trên kênh TF1, và được dẫn dắt bởi Jean-Pierre Foucault.  Từ ngày 26 tháng 1 năm 2019, chương trình quay trở lại được dẫn chương trình bởi Camille Combal, cũng như nhiều sự thay đổi về luật chơi và mức tiền thưởng.
Trong năm 2020, chương trình chuyển sang hình thức ghi hình mới, với địa điểm ghi hình tại nhà của chính MC cũng như người chơi. Do ảnh hưởng của đại dịch COVID-19. Đến giữa năm 2020, chương trình ghi hình trở lại ở trường quay; tuy nhiên, trường quay chỉ có sự góp mặt của MC cùng một vài người chơi; hầu hết các người chơi tham gia đều được kết nối từ nhà và MC sẽ giao tiếp với các người chơi thông qua một màn hình lớn đặt ở vị trí của người chơi chính trong trường quay. Vì lí do đó giải thưởng giảm xuống chỉ còn 300.000 €.

## Mức tiền thưởng
| Câu hỏi | Tiền thưởng (mức an toàn được hiển thị màu vàng hoặc chữ nghiêng) | Tiền thưởng (mức an toàn được hiển thị màu vàng hoặc chữ nghiêng) | Tiền thưởng (mức an toàn được hiển thị màu vàng hoặc chữ nghiêng) | Tiền thưởng (mức an toàn được hiển thị màu vàng hoặc chữ nghiêng) | Tiền thưởng (mức an toàn được hiển thị màu vàng hoặc chữ nghiêng) |
| Câu hỏi | 2000                                                              | 2000-01                                                           | 2001-09                                                           | 2019-nay                                                          | 2020                                                              |
| ------- | ----------------------------------------------------------------- | ----------------------------------------------------------------- | ----------------------------------------------------------------- | ----------------------------------------------------------------- | ----------------------------------------------------------------- |
| 1       | 1,000₣ (€152.44)                                                  | 1,000₣ (€152.44)                                                  | €200                                                              | €100                                                              | €100                                                              |
| 2       | 2,000₣ (€304.89)                                                  | 2,000₣ (€304.89)                                                  | €300                                                              | €200                                                              | €200                                                              |
| 3       | 3,000₣ (€457.34)                                                  | 3,000₣ (€457.34)                                                  | €500                                                              | €300                                                              | €300                                                              |
| 4       | 5,000₣ (€762.24)                                                  | 5,000₣ (€762.24)                                                  | €800                                                              | €500                                                              | €500                                                              |
| 5       | 10,000₣ (€1,524.49)                                               | 10,000₣ (€1,524.49)                                               | €1,500                                                            | €1,000                                                            | €1,000                                                            |
| 6       | 20,000₣ (€3,048.98)                                               | 20,000₣ (€3,048.98)                                               | €3,000                                                            | €2,000                                                            | €2,000                                                            |
| 7       | 40,000₣ (€6,097.96)                                               | 40,000₣ (€6,097.96)                                               | €6,000                                                            | €4,000                                                            | €4,000                                                            |
| 8       | 80,000₣ (€12,195.92)                                              | 80,000₣ (€12,195.92)                                              | €12,000                                                           | €8,000                                                            | €6,000                                                            |
| 9       | 150,000₣ (€22,867.35)                                             | 150,000₣ (€22,867.35)                                             | €24,000                                                           | €12,000                                                           | €8,000                                                            |
| 10      | 300,000₣ (€45,734.70)                                             | 300,000₣ (€45,734.70)                                             | €48,000                                                           | €24,000                                                           | €12,000                                                           |
| 11      | 500,000₣ (€76,224.50)                                             | 500,000₣ (€76,224.50)                                             | €72,000                                                           | €36,000                                                           | €18,000                                                           |
| 12      | 700,000₣ (€106,714.31)                                            | 700,000₣ (€106,714.31)                                            | €100,000                                                          | €72,000                                                           | €30,000                                                           |
| 13      | 1,000,000₣ (€152,449.01)                                          | 1,000,000₣ (€152,449.01)                                          | €150,000                                                          | €150,000                                                          | €50,000                                                           |
| 14      | 1,500,000₣ (€228,673.52)                                          | 2,000,000₣ (€304,898.03)                                          | €300,000                                                          | €300,000                                                          | €100,000                                                          |
| 15      | 3,000,000₣ (€457,347.05)                                          | 4,000,000₣ (€609,796.06)                                          | €1,000,000                                                        | €1,000,000                                                        | €300,000                                                          |

| Câu hỏi | Tiền thưởng |
| Câu hỏi | 2009-16     |
| ------- | ----------- |
| 1       | €800        |
| 2       | €1,500      |
| 3       | €3,000      |
| 4       | €6,000      |
| 5       | €12,000     |
| 6       | €24,000     |
| 7       | €48,000     |
| 8       | €72,000     |
| 9       | €100,000    |
| 10      | €150,000    |
| 11      | €300,000    |
| 12      | €1,000,000  |